# Drożdżak
Drożdżak – wieś w Polsce w województwie lubelskim, w powiecie łukowskim, w gminie Krzywda. W pobliżu przepływa Mała Bystrzyca.

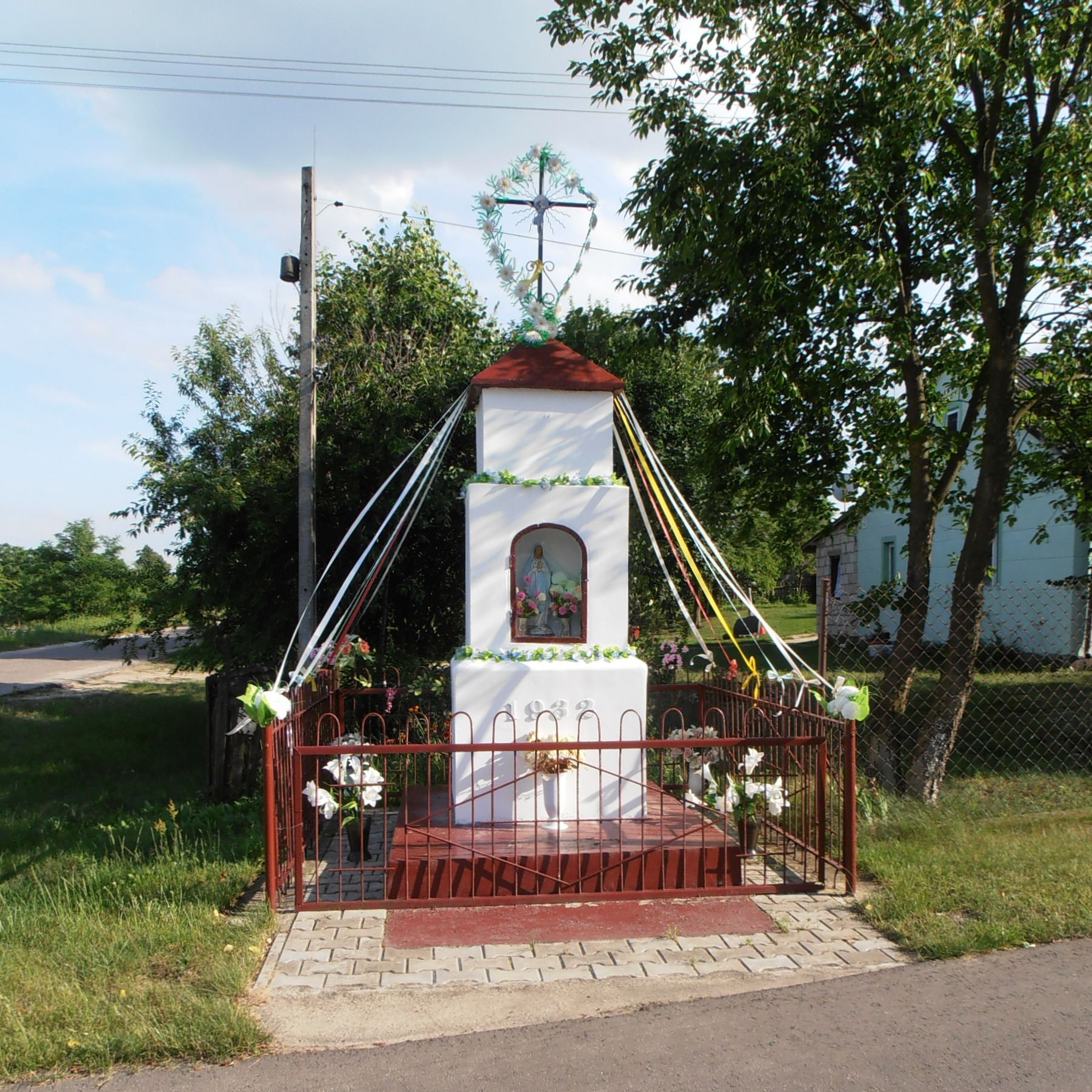
Kapliczka przydrożna

W przeszłości wieś nosiła nazwę Wólka Radoryska.
W latach 1975–1998 miejscowość administracyjnie należała do województwa siedleckiego.
Wieś stanowi sołectwo w gminie Krzywda. Według Narodowego Spisu Powszechnego z roku 2011 wieś liczyła 408 mieszkańców.
Wierni Kościoła rzymskokatolickiego należą do parafii Matki Boskiej Częstochowskiej w Radoryżu Kościelnym. 